# 200 mètres masculin aux Jeux olympiques d'été de 1952 (athlétisme)
Pour un article plus général, voir Athlétisme aux Jeux olympiques d'été de 1952.
Navigation
Londres 1948 Melbourne 1956
L'épreuve du 200 mètres masculin aux Jeux olympiques de 1952 s'est déroulée les 22 et 23 juillet 1952 au Stade olympique d'Helsinki, en Finlande. Elle a été remportée par l'Américain Andy Stanfield.

## Résultats

### Finale
| Rang               | Athlète          | Pays            | Temps   | Notes |
| ------------------ | ---------------- | --------------- | ------- | ----- |
| Médaille d'or      | Andy Stanfield   | États-Unis      | 20 s 81 | OR    |
| Médaille d'argent  | Thane Baker      | États-Unis      | 20 s 97 |       |
| Médaille de bronze | James Gathers    | États-Unis      | 21 s 08 |       |
| 4                  | McDonald Bailey  | Grande-Bretagne | 21 s 14 |       |
| 5                  | Leslie Laing     | Jamaïque        | 21 s 45 |       |
| 6                  | Gerardo Bönnhoff | Argentine       | 21 s 59 |       |